# Prix Lasker-Bloomberg pour le bien public

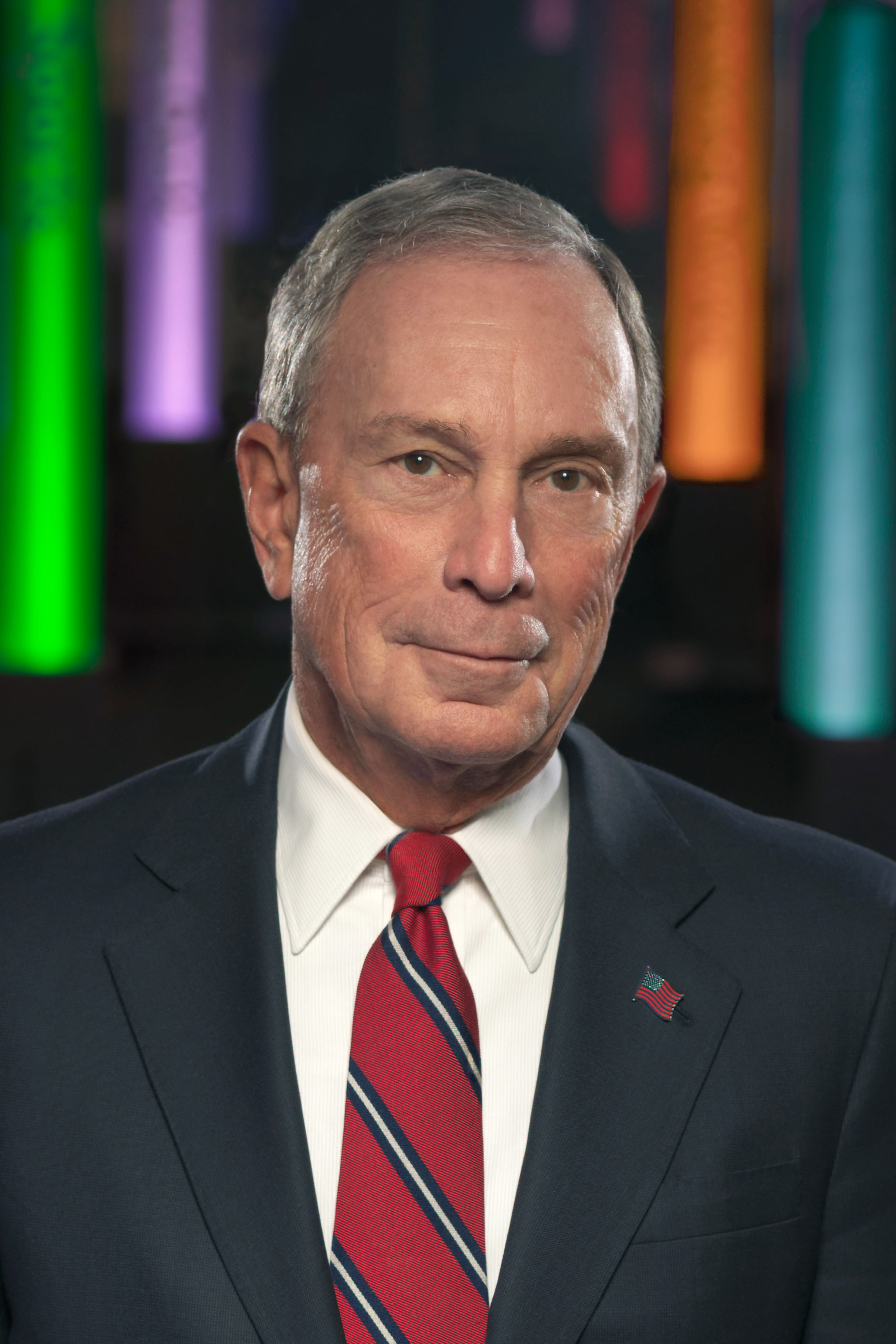
Michael Bloomberg

Le prix Lasker-Bloomberg pour le bien public, (Lasker-Bloomberg Award for Public Service), précédemment le « prix Mary Woodard Lasker pour le bien public » et anciennement le « prix Albert-Lasker pour le bien public », est l'un des quatre prix Albert-Lasker décernés par la Fondation Lasker. Ce prix, qui est décerné tous les deux ans (années impaires, puis à compter de 2022 années paires) en alternance avec le prix spécial Albert-Lasker, a été rebaptisé en 2000 du nom de Mary Woodard Lasker, la femme d'Albert Lasker et encore une fois en 2011 de reconnaître le philanthrope Michael Bloomberg.

## Liste des lauréats
Les lauréats du prix sont :
- 1946 : Alfred Newton Richards et Fred Soper
- 1947 : Alice Hamilton
- 1948 : Rolla Dyer (en) et Martha May Eliot
- 1949 : Marion Sheahan
- 1950 : Eugene Lindsay Bishop
- 1951 : Florence Sabin
- 1952 : Brock Chisholm et Howard Rusk
- 1953 : Felix Underwood et Earle Phelps
- 1954 : Leona Baumgartner
- 1955 : Robert Defries, The Menninger Foundation, Nursing Services du United States Public Health Service, Pearl McIver et Margaret Arnstein
- 1956 : William Shepard
- 1957 : Frank Boudreau, C.J. Van Slyke et Reginald Atwater
- 1958 : Basil O'Connor
- 1959 : Maurice Pate
- 1960 : John B. Grant et Abel Wolman
- 1963 : Melvin Laird et Oren Harris
- 1965 : Lyndon Baines Johnson
- 1966 : Eunice Kennedy Shriver
- 1967 : Claude Pepper
- 1968 : Lister Hill
- 1973 : Warren Magnuson
- 1975 : Jules Stein
- 1976 : Organisation mondiale de la santé (OMS)
- 1978 : Elliot Richardson et Theodore Cooper
- 1979 : John Foster Wilson
- 1983 : Maurice Hilleman et Saul Krugman
- 1984 : Henry Heimlich
- 1985 : Lane Adams et Eppie Lederer
- 1986 : Ma Haide (George Hatem)
- 1988 : Lowell Weicker
- 1989 : Lewis Thomas
- 1991 : Robin Chandler Duke et Thomas O'Neill
- 1993 : Paul Rogers (en) et Nancy Wexler
- 1995 : Mark Hatfield
- 2000 : Betty Ford, Harold Freeman, David Mahoney, The Science Times du The New York Times et John Edward Porter
- 2001 : William Foege
- 2003 : Christopher Reeve
- 2005 : Nancy Brinker
- 2007 : Anthony Fauci
- 2009 : Michael Bloomberg
- 2011 : les centres cliniques du National Institutes of Health
- 2013 : Melinda et Bill Gates
- 2015 : Médecins sans frontières
- 2017 : Planned Parenthood
- 2019 : GAVI Alliance
- 2022 : Lauren Gardner
- 2024 : Quarraisha Abdool Karim et Salim S. Abdool Karim